# Zasady (województwo podlaskie)
Zasady – wieś w Polsce położona w województwie podlaskim, w powiecie białostockim, w gminie Gródek.
W latach 1975–1998 miejscowość administracyjnie należała do województwa białostockiego.
Według danych z 2011 roku wieś zamieszkiwało 6 osób.
Prawosławni mieszkańcy wsi należą do parafii  św. Anny w Królowym Moście, a wierni kościoła rzymskokatolickiego do parafii Świętej Trójcy w Supraślu.